# CAZy
CAZyは、糖質関連酵素（Carbohydrate-Active enZymes）のデータベースである。CAZyは糖質の生合成、代謝、輸送に関与する酵素の分類に関する情報が主体であり、GenBankなどの配列情報やRCSBの立体構造データへのリンクがある。CAZyには糖質加水分解酵素（Glycoside Hydrolases、GH）、糖転移酵素（GlycosylTransferases、GT）、多糖リアーゼ（Polysaccharide Lyases、PL）、炭水化物エステラーゼ（Carbohydrate Esterases、CE）の酵素群のほか、糖結合モジュール（Carbohydrate-Binding Modules、CBM）が分類されている。

## 分類法
CAZyは、ベルナール・アンリサが糖質加水分解酵素のアミノ酸配列の相同性がある、つまり進化的に近い関係にある酵素をファミリーとして分類することを提唱したものである。2012年までに糖質加水分解酵素は131のファミリーに分類されている。ファミリーには番号が振られており、「GH1、GH2、・・・、GH131」というように略記する（GH21、GH40、GH41、GH60、GH69は削除されている）。また、立体構造の類似性に基づく上位階級であるクラン（clan）も存在し、14つのクラン（GH-A、GH-B、・・・GH-N）がある。糖転移酵素は94ファミリー（GT1～GT94）、多糖リアーゼは22ファミリー（PL1～PL21）、炭水化物エステラーゼは16ファミリー（CE1～CE16）、糖結合モジュールは64ファミリー（CBM1～CBM64）に分類されている。
これらの中にはサブファミリーとしてさらに細かく分類されているものもある。